# Église Saint-André de Bascassan
L'église Saint-André-de-Bascassan est une église catholique située à Ahaxe-Alciette-Bascassan, en France.

## Localisation
L'église est située dans le département français des Pyrénées-Atlantiques, sur la commune d'Ahaxe-Alciette-Bascassan.

## Historique
L'édifice est classé au titre des monuments historiques en 1997.

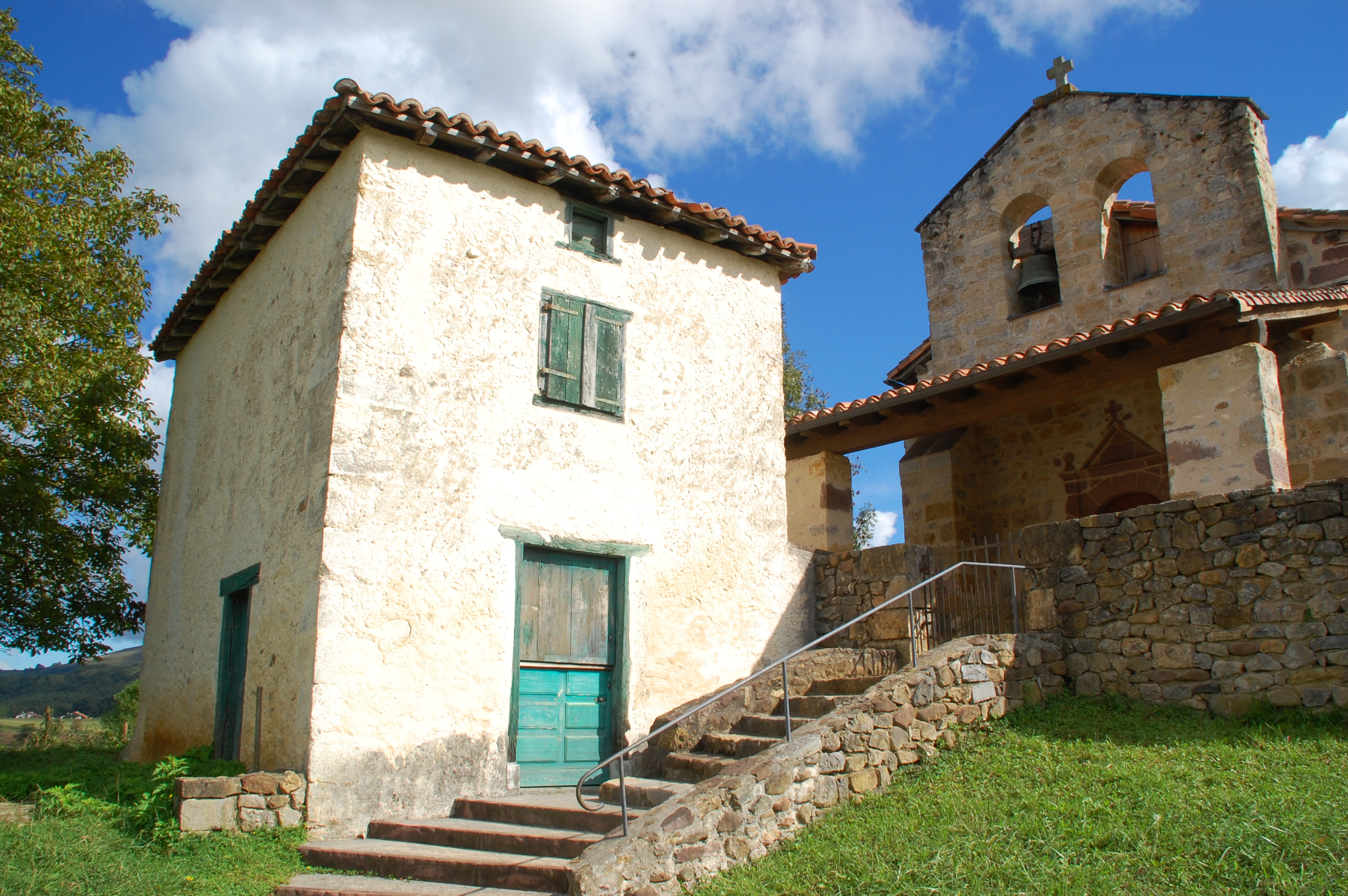
Porche de l'église avec la benoîterie.
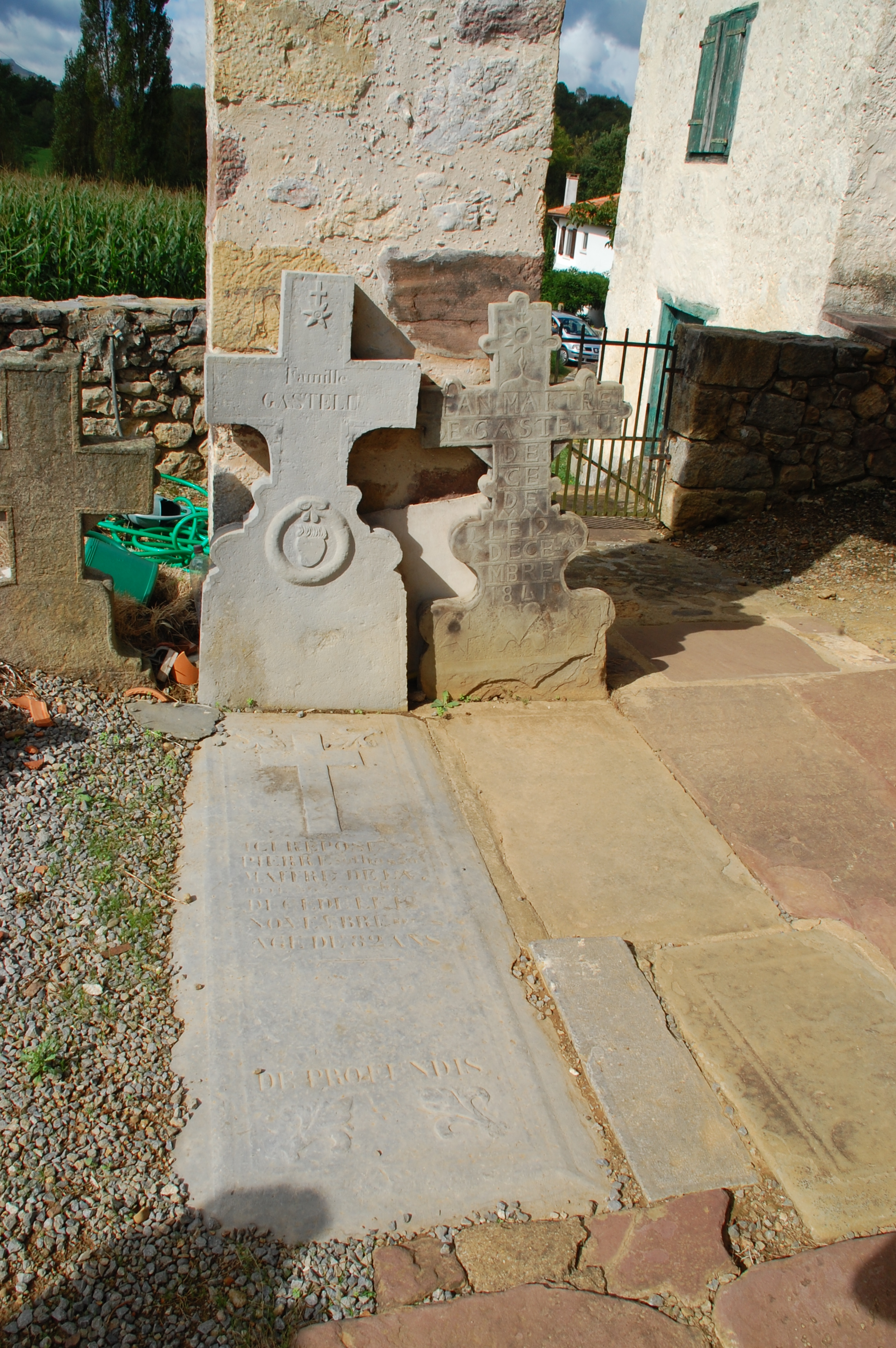
Tombes du XIXe siècle.
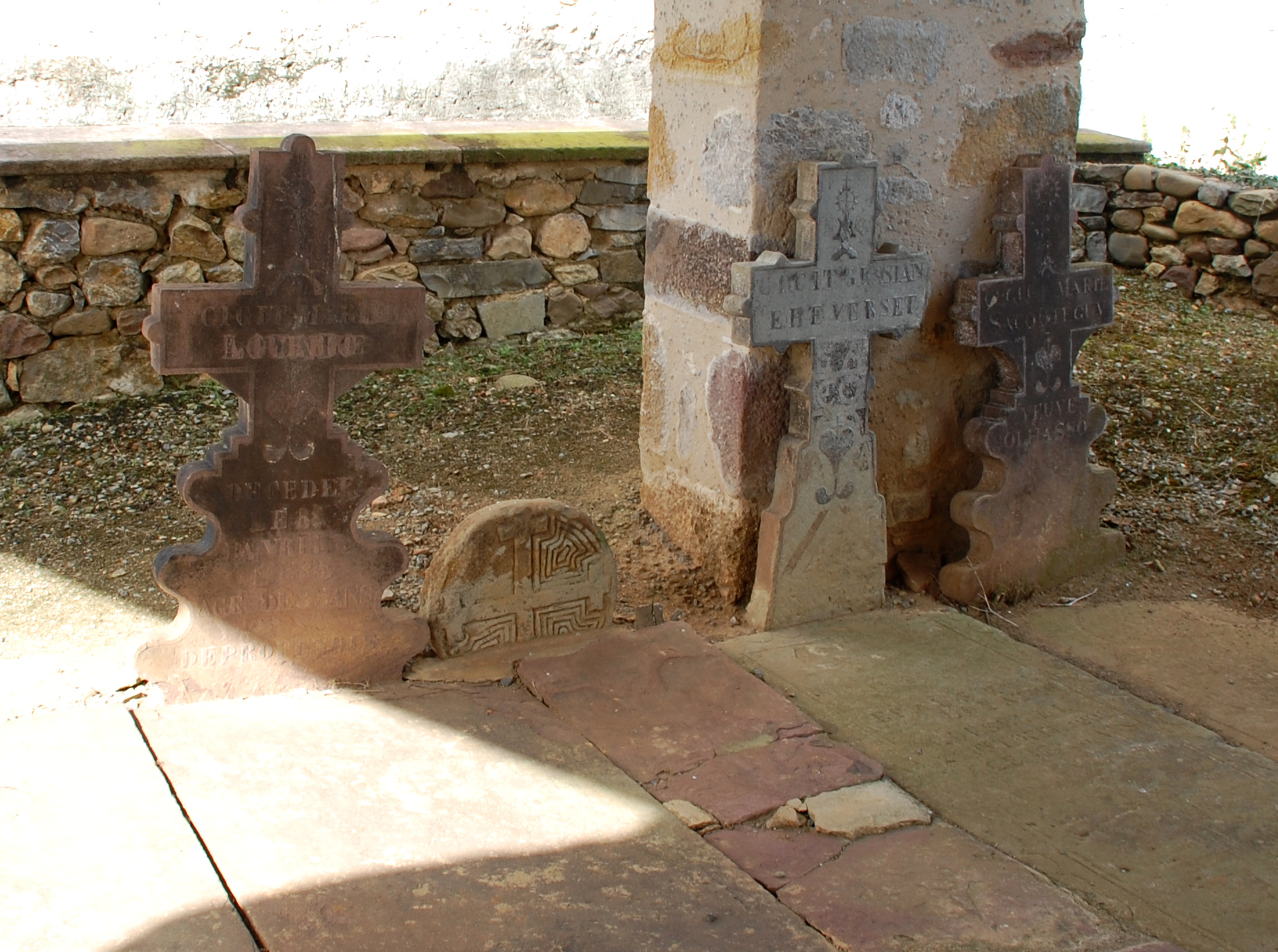
Tombes anciennes.